# Selinene
Die Selinene (Betonung auf der dritten Silbe: Selinene) bilden eine Gruppe von Naturstoffen. Es handelt sich um isomere ungesättigte bicyclische Sesquiterpene.

## Vertreter
Die isomeren Vertreter der Selinene unterscheiden sich durch die Positionierungen der Doppelbindungen im Molekül (Regioisomerie). 
| keine Einstufung verfügbar |

| keine Einstufung verfügbar |

| keine Einstufung verfügbar |

| keine Einstufung verfügbar |

## Vorkommen
α-Selinen ist Bestandteil des ätherischen Öls vom Indischen Hanf (Cannabis sativa, Ätherisches Hanföl).
α- und β-Selinen sind (neben  D-(+)-Limonen) ein Hauptbestandteil von Selleriesamenöl. (+)-β-Selinen findet sich in ätherischen Ölen von Zypergräsern, (–)-β-Selinen in den ätherischen Ölen von Libanotis transcaucasica und Seseli indicum. γ-Selinen finden sich neben α-Selinen im Hopfen (Humulus lupulus, Hopfenöl).